# Adam Stansfield
Adam Stansfield (* 10. September 1978 in Tiverton; † 10. August 2010 in Exeter) war ein englischer Fußballspieler. Der Stürmer spielte für Yeovil Town und Exeter City im englischen Profifußball.

## Sportlicher Werdegang
Stansfield spielte in der Jugend von Cullompton Rangers, ehe er sich dem FC Elmore anschloss. Nachdem er Probetrainings bei mehreren höherklassig spielenden Klubs absolviert hatte, schloss er sich 2001 Yeovil Town in der Conference National an. Im ersten Jahr bei seinem neuen Klub mit acht Saisontoren ein Leistungsträger, musste er in der anschließenden Spielzeit nach einem komplizierten Beinbruch nahezu die komplette Spielzeit pausieren. Daher trug er mit lediglich einem Ligaeinsatz zum Aufstieg des Klubs in die Third Division bei, seinerzeit die unterste Spielklasse des League-Footballs. Nach seiner Genesung war er Ergänzungsspieler und kam in seiner ersten Profisaison hauptsächlich als Einwechselspieler zum Einsatz.
Daher kehrte Stansfield in die Conference National zurück und schloss sich Hereford United an. Dort überzeugte er als regelmäßiger Torschütze und führte den Klub mit 19 Saisontoren in die Aufstiegsrunde, in der der Klub jedoch im Halbfinale scheiterte. Die folgende Spielzeit begann für den Stürmer enttäuschend, da er lange Zeit kein Tor erzielen konnte. Zwischenzeitlich ohne Stammplatz in der Angriffsreihe kämpfte er sich gegen Saisonende in die Mannschaft zurück und stieg mit dem Klub am Ende der Spielzeit in den League-Football auf.
Stansfield verließ jedoch den Klub und heuerte bei Exeter City in der Conference National an. Wiederum regelmäßiger Torschütze schaffte er mit dem Klub 2008 seinen dritten Aufstieg in den League-Football. In der Football League Two erzielte er zehn Saisontore und war damit einer der Garanten, dass der Klub in die drittklassige Football League One durchmarschierte. Auch hier gehörte er zu den torgefährlichen Spielern und erzielte bis April sieben Saisontore.
Im April 2010 wurde bei Stansfield eine Darmkrebserkrankung festgestellt. Im August erlag er der Krankheit.